# Кастровиллари
Кастровиллари (итал. Castrovillari) — город в Италии, располагается в регионе Калабрия, подчиняется административному центру Козенца.
Население составляет 22 603 человека (на 2005 г.), плотность населения составляет 173 чел./км². Занимает площадь 130 км². Почтовый индекс — 87012. Телефонный код — 0981.
Покровителями коммуны почитаются Пресвятая Богородица (Madonna del Castello), празднование с 29 апреля по 3 мая, святой Иулиан Ле-Манский, праздник ежегодно празднуется 27 января, san Francesco di Paola (compatrono), ultima domenica di maggio.